# 山足達也
山足 達也（やまあし たつや、1993年10月26日 - ）は、大阪府枚方市出身のプロ野球選手（内野手）。右投右打。広島東洋カープ所属。

## 経歴

### プロ入り前
野球を始める前の2歳時から器械体操に取り組んでいた。枚方市立蹉跎（さだ）西小学校在学中の6歳時に、父の影響でキングシャイアンスで野球を始め、蹉跎中学校時代は、オール枚方ボーイズに所属しジャイアンツカップ優勝など全国大会3冠を経験。
大阪桐蔭高等学校に進学すると、1年秋から左翼手のレギュラーを獲得。2年春の選抜では、1回戦の東海大望洋戦で5打数3安打1打点を記録し勝利するも、2回戦で大垣日大に敗れた。2年秋からは遊撃手に転向したが、3年夏は大阪府大会決勝で石川慎吾を擁する東大阪大柏原にサヨナラで敗れ、甲子園出場は2年春のみに終わった。高校の同級生には西田直斗、1学年上には江村直也、1学年下には藤浪晋太郎と、後にオリックスで再びチームメイトとなる澤田圭佑がいる。
立命館大学では1年次の関西学生野球連盟春季リーグ開幕戦の対関大戦から「3番・二塁手」として先発起用されたが、結局同シーズンは10打数無安打に終わり、1年秋も2打数無安打であった。2年春は19打数8安打の成績を残すが、2年秋は再び8打数無安打と打撃不振に陥り、ベンチから外された。結果の伴わなかったこの時期について山足自身は「向上心や自信がなかった」「自分から逃げていた」と語っており、やがては練習を怠けるようになった。この時山足を立ち直らせたのは、大阪桐蔭高時代の恩師である同校野球部監督西谷浩一の「お前には野球しかないんだから、野球だけは続けておけ」という説諭であったという。改心して練習に打ち込むと、3年次からは遊撃手のレギュラーに定着し、3年春は17安打10盗塁の成績で立命館大の優勝に貢献した。4年次でも、春季・秋季と連続してベストナインに選出された。リーグ通算69試合に出場し、249打数74安打、打率.297、1本塁打、19打点、30盗塁。また在学中、3年次に第27回ハーレムベースボールウィーク、4年次に第28回夏期ユニバーシアードの大学日本代表に選出されたが、同年のドラフトでは指名漏れとなった。大学の同学年には桜井俊貴がいる。
大学卒業後は本田技研工業に入社して鈴鹿野球部に所属。1年目から遊撃手のレギュラーに定着し、都市対抗野球には2年連続で出場した。
2017年10月26日に行われたドラフト会議では、オリックス・バファローズから8位指名を受け、契約金2000万円・年俸700万円（推定）の条件で契約を結んだ。背番号は36。Honda鈴鹿からは前年の飯田大祐に続き2年連続でのオリックスからの指名となった。

### オリックス時代

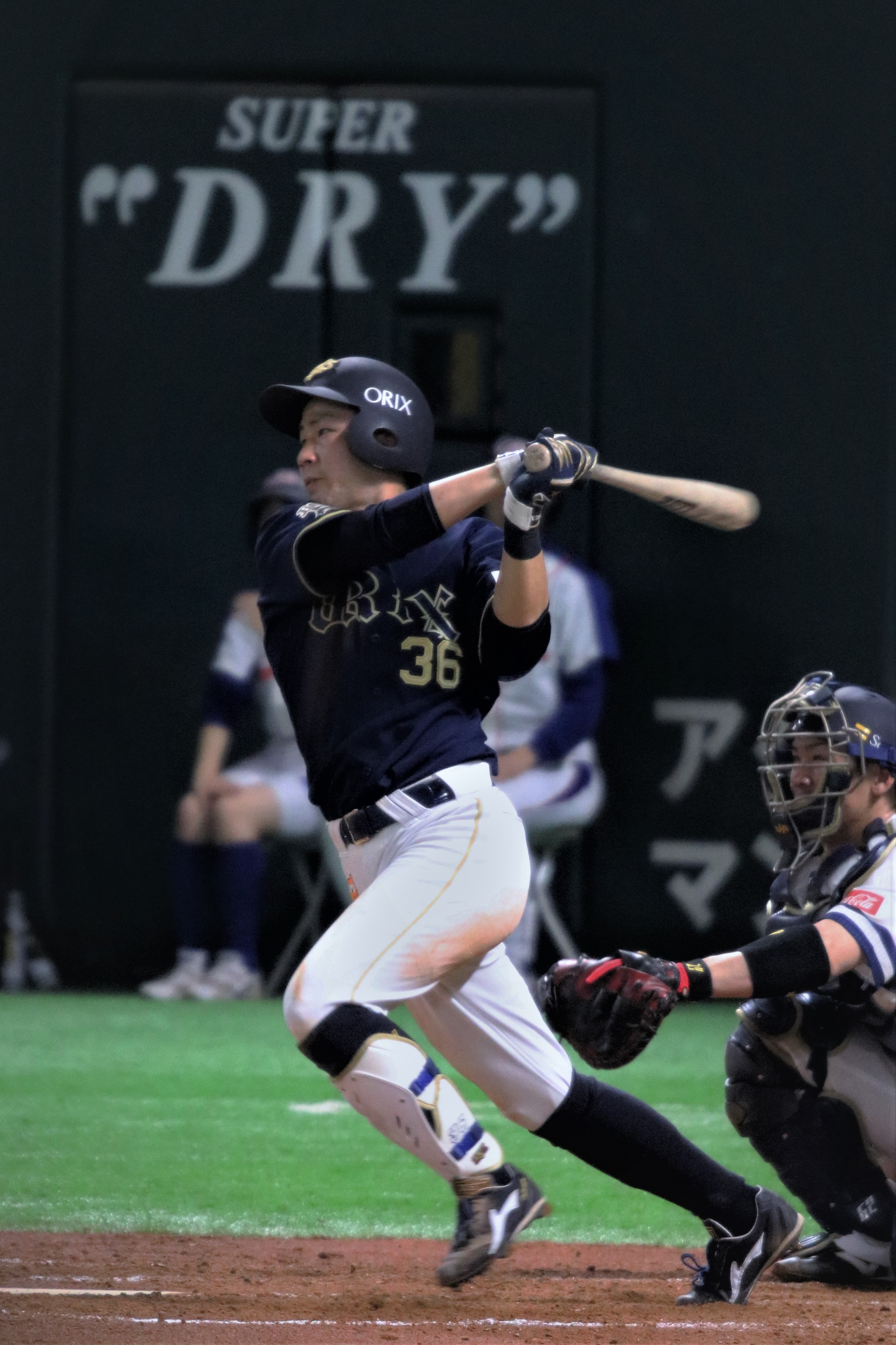
オリックス・バファローズ時代
（2018年3月31日 福岡ヤフオク!ドーム）

2018年は新人ながらオープン戦14試合全てに起用され、本職の二遊間のほか人生で初めてという一塁手の守備にも就いた。3月29日、チームの新人の中では田嶋大樹と共に開幕一軍メンバーに選ばれた。3月30日の開幕戦福岡ソフトバンクホークス戦では「2番・二塁手」で先発出場。オリックスの新人野手が開幕スタメン起用されたのは、2011年の後藤駿太以来、内野手に限れば2007年の大引啓次以来である。プロ初打席では、千賀滉大からこの試合でチーム唯一の安打となる中前安打を放った。しかし4月3日千葉ロッテマリーンズ戦の二塁守備中、中村奨吾の二盗企図に対してベースカバーに入った際に、中村と交錯してスパイクで左膝を12針縫合する裂傷を負い、翌日に出場選手登録を抹消された。約1か月の治療と調整を経て一軍復帰した5月8日の北海道日本ハムファイターズ戦では、プロ初打点となる適時打を含む2安打3打点を記録し、公式戦初のお立ち台を経験した。9月8日のホークス戦では千賀から決勝点となるプロ初本塁打を放った。しかし一軍公式戦全体では、25試合の出場で打率.167、1本塁打、7打点、2盗塁という成績にとどまった。シーズン終了後の秋季キャンプでは、一軍ヘッドコーチから監督へ転じたばかりの西村徳文から「強化指定選手」へ指名され、高校時代にも経験のある外野の守備練習を再開している。
2019年は前年を上回る28試合に出場し、打率.164、1本塁打、8打点という成績だった。
2020年は自己最多の63試合に出場。打率.219、1本塁打、5打点、3盗塁という成績だった。
2021年は、チームが25年ぶりのリーグ優勝を果たして迎えたCSファイナルステージ第3戦では、T-岡田の代走として起用されると、小田の適時打で25年ぶりの日本シリーズ進出を決める同点のホームを踏んだ。
2022年は、39試合に出場。7月31日のロッテ戦では先発出場すると、2点を追う3回一死から中安打で出塁、この回3得点の逆転劇をお膳立てした。さらに二塁の守備では、5回二死から深い二ゴロを瞬時の判断で三塁に送球し、アウトを奪った。山足の攻守での活躍にSNS上で「＃時代は山足」の文字が躍り、トレンド入りした。一方で最終的な打撃成績は打率.182、1本塁打、2打点にとどまった。
2023年は無失策のままシーズンを終えたが、守備固めや代走起用がほとんどで、前年を下回る32試合の出場に終わった。
2024年は主に守備固めとして43試合に出場。先発出場は3試合ににとどまり、打撃では15打数でわずか2安打に終わった。

### 広島時代
2024年12月9日に行われた現役ドラフトにて、広島東洋カープへの移籍が決まった。背番号は69。
2025年は開幕一軍入りを果たす。5月4日の中日ドラゴンズ戦にて移籍後初の先発出場を果たすと、4回に同点適時打を放ち、これが移籍後初打点、並びに3年ぶりの打点となった。その後も途中出場がほとんどで、5月19日時点で出場は11試合にとどまり、打率も.111と低迷した。出場機会に恵まれないこともあり、同日に出場選手登録を抹消された。

## 選手としての特徴
最大の武器は高い守備力と俊足。守備位置は遊撃手・二塁手が本職だが、内野全ポジションに加え、外野手も対応可能なユーティリティープレイヤー。50m走のタイムは5秒8を記録。シュアな打撃と高いバント技術も持ち味としている。

## 人物
愛称は「タツ」。ファンからは「時代は山足」のキャッチフレーズで愛されている。
オリックス時代の同僚・中川圭太は山足を「チーム一の努力家」と称している。
祝賀会などでは、山足がフライングでクラッカーを鳴らすのが恒例となっている。
私生活では、立命館大学時代の同級生である一般女性と、プロ1年目終了後の2018年12月25日に入籍したことを2019年3月4日に公表した。
「山足」は全国人数320人程度の珍しい名字であり、名字由来netは2023年度オリックス在籍選手の中ではもっとも珍しい名字と発表している。
2024年度現役ドラフトが実施された当日、山足は12球団対抗ゴルフに参加しており、そこで同じ関西出身であった広島の野間峻祥と意気投合した。その日に山足の広島移籍が発表され、野間は大変喜び、橋渡し役を買って出たという。

## 詳細情報

### 年度別打撃成績
| 年 度     | 球 団      | 試 合 | 打 席 | 打 数 | 得 点 | 安 打 | 二 塁 打 | 三 塁 打 | 本 塁 打 | 塁 打 | 打 点 | 盗 塁 | 盗 塁 死 | 犠 打 | 犠 飛 | 四 球 | 敬 遠 | 死 球 | 三 振 | 併 殺 打 | 打 率 | 出 塁 率 | 長 打 率 | O P S |
| --------- | ---------- | ----- | ----- | ----- | ----- | ----- | -------- | -------- | -------- | ----- | ----- | ----- | -------- | ----- | ----- | ----- | ----- | ----- | ----- | -------- | ----- | -------- | -------- | ----- |
| 2018      | オリックス | 25    | 72    | 60    | 8     | 10    | 2        | 0        | 1        | 15    | 7     | 2     | 0        | 2     | 0     | 7     | 0     | 3     | 15    | 2        | .167  | .286     | .250     | .536  |
| 2019      | オリックス | 28    | 64    | 61    | 3     | 10    | 0        | 1        | 1        | 15    | 8     | 0     | 1        | 0     | 0     | 2     | 0     | 1     | 12    | 1        | .164  | .203     | .246     | .449  |
| 2020      | オリックス | 63    | 105   | 96    | 21    | 21    | 5        | 0        | 1        | 29    | 5     | 3     | 1        | 6     | 0     | 2     | 0     | 1     | 13    | 0        | .219  | .242     | .302     | .545  |
| 2021      | オリックス | 53    | 39    | 33    | 8     | 9     | 0        | 0        | 0        | 9     | 1     | 0     | 0        | 2     | 0     | 4     | 0     | 0     | 5     | 0        | .273  | .351     | .273     | .624  |
| 2022      | オリックス | 39    | 51    | 44    | 8     | 8     | 1        | 0        | 1        | 12    | 2     | 1     | 0        | 4     | 0     | 3     | 0     | 0     | 11    | 1        | .182  | .234     | .273     | .507  |
| 2023      | オリックス | 32    | 27    | 25    | 7     | 5     | 1        | 0        | 0        | 6     | 0     | 2     | 0        | 0     | 0     | 2     | 0     | 0     | 5     | 1        | .200  | .259     | .240     | .499  |
| 2024      | オリックス | 43    | 18    | 15    | 5     | 2     | 0        | 0        | 0        | 2     | 0     | 2     | 0        | 0     | 0     | 3     | 0     | 0     | 3     | 0        | .133  | .278     | .133     | .411  |
| 通算：7年 | 通算：7年  | 283   | 376   | 334   | 60    | 65    | 9        | 1        | 4        | 88    | 23    | 10    | 2        | 14    | 0     | 23    | 0     | 5     | 64    | 5        | .195  | .257     | .263     | .520  |

- 2024年度シーズン終了時

### 年度別守備成績
| 年 度 | 球 団      | 一塁  | 一塁  | 一塁  | 一塁  | 一塁  | 一塁     | 二塁  | 二塁  | 二塁  | 二塁  | 二塁  | 二塁     | 三塁  | 三塁  | 三塁  | 三塁  | 三塁  | 三塁     | 遊撃  | 遊撃  | 遊撃  | 遊撃  | 遊撃  | 遊撃     |
| 年 度 | 球 団      | 試 合 | 刺 殺 | 補 殺 | 失 策 | 併 殺 | 守 備 率 | 試 合 | 刺 殺 | 補 殺 | 失 策 | 併 殺 | 守 備 率 | 試 合 | 刺 殺 | 補 殺 | 失 策 | 併 殺 | 守 備 率 | 試 合 | 刺 殺 | 補 殺 | 失 策 | 併 殺 | 守 備 率 |
| ----- | ---------- | ----- | ----- | ----- | ----- | ----- | -------- | ----- | ----- | ----- | ----- | ----- | -------- | ----- | ----- | ----- | ----- | ----- | -------- | ----- | ----- | ----- | ----- | ----- | -------- |
| 2018  | オリックス | 1     | 0     | 0     | 0     | 0     | ----     | 14    | 34    | 27    | 1     | 9     | .984     | 6     | 2     | 5     | 0     | 1     | 1.000    | 1     | 0     | 0     | 0     | 0     | ----     |
| 2019  | オリックス | -     | -     | -     | -     | -     | -        | 10    | 13    | 28    | 1     | 5     | .976     | 10    | 8     | 5     | 0     | 1     | 1.000    | 5     | 8     | 13    | 1     | 3     | .955     |
| 2020  | オリックス | 18    | 28    | 2     | 0     | 3     | 1.000    | 7     | 9     | 11    | 0     | 2     | 1.000    | 20    | 9     | 17    | 0     | 0     | 1.000    | 16    | 10    | 19    | 0     | 3     | 1.000    |
| 2021  | オリックス | 37    | 92    | 8     | 0     | 9     | 1.000    | 7     | 8     | 12    | 0     | 2     | 1.000    | 3     | 1     | 1     | 1     | 0     | .667     | -     | -     | -     | -     | -     | -        |
| 2022  | オリックス | 24    | 48    | 3     | 0     | 3     | 1.000    | 12    | 17    | 32    | 0     | 5     | 1.000    | 2     | 1     | 3     | 0     | 0     | 1.000    | -     | -     | -     | -     | -     | -        |
| 2023  | オリックス | 25    | 48    | 7     | 0     | 2     | 1.000    | 3     | 2     | 7     | 0     | 1     | 1.000    | 1     | 1     | 0     | 0     | 0     | 1.000    | 1     | 2     | 2     | 0     | 0     | 1.000    |
| 2024  | オリックス | 20    | 26    | 4     | 0     | 1     | 1.000    | 15    | 8     | 14    | 1     | 2     | .957     | 1     | 0     | 0     | 0     | 0     | ----     | -     | -     | -     | -     | -     | -        |
| 通算  | 通算       | 125   | 242   | 24    | 0     | 18    | 1.000    | 68    | 95    | 131   | 3     | 26    | .987     | 43    | 22    | 31    | 1     | 2     | .981     | 23    | 20    | 34    | 1     | 6     | .982     |

- 2024年度シーズン終了時

### 記録
初記録
- 初出場・初先発出場：2018年3月30日、対福岡ソフトバンクホークス1回戦（福岡ヤフオク!ドーム）、「2番・二塁手」で先発出場
- 初打席・初安打：同上、1回表に千賀滉大から中前安打
- 初打点：2018年5月8日、対北海道日本ハムファイターズ6回戦（京セラドーム大阪）、2回裏にニック・マルティネスから中前適時打
- 初盗塁：2018年5月11日、対東北楽天ゴールデンイーグルス7回戦（京セラドーム大阪）、3回裏に二盗（投手：辛島航、捕手：嶋基宏）
- 初本塁打：2018年9月7日、対福岡ソフトバンクホークス19回戦（福岡ヤフオク!ドーム）、3回表に千賀滉大から左越3ラン

### 背番号
- 36（2018年[15] - 2024年）
- 69（2025年[29] - ）